# Carlo Melotti
Carlo Melotti (Castelfranco Emilia, 31 gennaio 1882 – Roma, 20 dicembre 1958) è stato un generale italiano che durante la seconda guerra mondiale divenne noto per la sua opera in Grecia tra il 1940 e il 1942.
Insignito della Croce di Cavaliere dell'Ordine militare di Savoia, di tre Medaglie d'argento e due bronzo al valor militare e due Croci al merito di guerra.

## Biografia

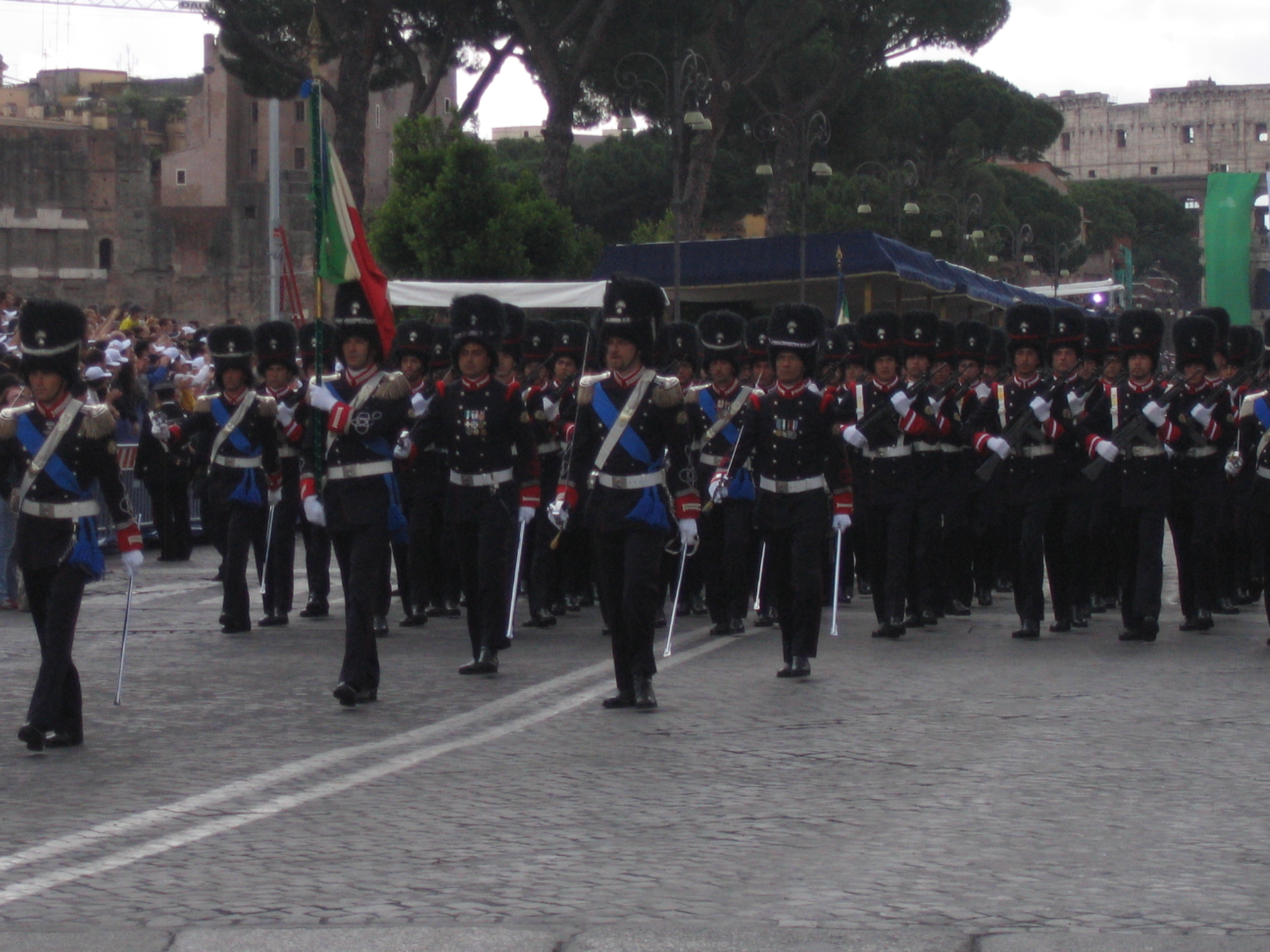
Il 1º Reggimento "Granatieri di Sardegna" sflia lungo via dei Fori Imperiali durante la parata militare del 2 giugno 2007.

Nacque il 31 gennaio 1882 a Castelfranco Emilia, in provincia di Modena. Fu allievo sergente dal 30 dicembre 1899 al 29 giugno 1901 e fu assegnato al 1º Reggimento "Granatieri di Sardegna".
Tra il 1903 e il 7 settembre 1905 frequentò la Regia Accademia Militare di Fanteria e Cavalleria di Modena, da dove uscì con il grado di sottotenente assegnato all'arma di fanteria, corpo dei granatieri, assegnato a prestare servizio presso il 2º Reggimento "Granatieri di Sardegna". Dietro sua domanda, il 9 aprile 1908 viene trasferio al Regio corpo truppe coloniali d'Eritrea, venendo assegnato, in Eritrea, al III Battaglione indigeni.
Rientrato in Italia il 13 settembre 1908, fu promosso tenente e ritrasferito al III Battaglione del 2º Reggimento "Granatieri di Sardegna", in forza al quale, dal 28 ottobre 1911 prestò servizio in Tripolitania, durante la guerra italo-turca, rimanendovi sino al 24 aprile 1912.
Promosso capitano il 31 dicembre 1914, fu assegnato al 1º Reggimento "Granatieri di Sardegna" all'atto dell'entrata in guerra del regno d'Italia, avvenuta il 24 maggio 1915, rimanendovi sino al suo ferimento al fronte il 21 agosto seguente.
Partecipò all'epopea del Monte Cengio quale aiutante di campo del pluridecorato generale Giuseppe Pennella, comandante della Brigata "Granatieri di Sardegna", distinguendosi particolarmente durante la battaglia degli Altipiani combattuta dalla seconda decade di maggio ai primi di giugno del 1916.
Al termine dei cicli operativi del 1916 risultava tra i pochissimi ufficiali dei granatieri superstiti, e già decorato con tre Medaglie d'argento e due di bronzo al valor militare e due Croci al merito di guerra.
Promosso maggiore con anziantà 8 luglio 1917, in agosto partì ancora per la Tripolitania al comando del III Battaglione del 1º Reggimento granatieri. Il 18 giugno 1919 rientrò in Italia ed a settembre venne trasferito al Ministero della guerra, per incarichi speciali, venendo promosso al grado di tenente colonnello a decorrere dal 1 settembre 1920, e poi a quello di colonnello il 1º giugno 1928.
Il 1 maggio 1930 fu nominato comandante del 1º Reggimento "Granatieri di Sardegna" e prese parte, nel 1934-1935, alla missione italiana nella regione della Sarre. Rimase al comando del reggimento fino al 2 marzo 1935, data in cui fu trasferito presso il comando del Corpo d'armata di Roma. Dal seguente 22 luglio fu nominato capo ufficio collegamento tra il Regio Esercito e la Milizia Volontaria Sicurezza Nazionale, e dall'8 settembre 1936 assunse il comando della VI Brigata fanteria a Milano.
Promosso generale di brigata il 1 gennaio 1937, fu nominato vice comandante della 6ª Divisione fanteria "Legnano", a Milano, incarico che lasciò nel luglio seguente per assumere quello di vice comandante della Divisione fanteria "Granatieri di Sardegna", a Roma.
A partire dal 12 settembre 1938 svolse l'incarico di addetto all'Ispettorato dell'arma di fanteria, ed il 19 luglio 1939 fu promosso generale di divisione. Il 16 novembre successivo asusnse il comando della 6ª Divisione fanteria "Cuneo", che, dopo l'entrata in guerra avvenuta il 10 giugno 1940, venne intensamente impegnata sul fronte alpino occidentale e successivamente sul fronte greco albanese (1940-1941). Dal 22 dicembre 1940, alla testa della sua divisione, partecipò alle operazioni belliche in questo scacchiere operativo, e a partire dal luglio 1941 con le sue unità occupò le numerose isole greche delle Cicladi e delle Sporadi, stabilendo il suo comando presso l'isola di Samo. Dal 31 gennaio 1942 venne trasferito, a causa dell'età, nella riserva e rientrò in Patria. Per le sue doti di comandante, dimostrate durante il corso delle operazioni, gli fu conferita l'onorificenza di Cavaliere dell'Ordine militare di Savoia il 26 maggio 1942 e la promozione a generale di corpo d'armata a titolo onorifico.
All'atto dell'armistizio dell'8 settembre 1943 si sottrasse alla cattura da parte dei tedeschi a Castelfranco Emilia, per poi ricongiungersi ad un comando militare italiano il 31 luglio 1944. Per quest'ultimo periodo verrà considerato in servizio e posto poi in congedo assoluto.
Dopo la fine della guerra, non sentendosi in dovere di rinnegare un giuramento fatto al re, rifiutò di farne un altro in contrasto con il primo, ritirandosi quindi definitivamente a vita privata per dedicandosi anima e corpo ai commilitoni in congedo. Fu Presidente dell'Associazione Nazionale dei Granatieri di Sardegna (sostituendo il generale Ugo Bignami) dal 18 dicembre 1945 al 20 dicembre 1958. L'adunata nazionale tenutasi a Roma nei giorni 5-7 novembre 1955 fu la dimostrazione di quanto avesse saputo operare in profondità.
In quel periodo fu propugnatore e instancabile sostenitore dell'erezione a Porta Capena, in Roma, di un monumento ai caduti dell'esercito per la difesa della capitale sostenuta dai granatieri nel settembre 1943 che fu inaugurato domenica 29 maggio 1955. Inoltre lavorò fortemente per realizzare sulla più alta cima del Monte Cengio, a ridosso del "Salto del Granatiere", di un'ara votiva e di una grande Croce in traliccio metallico visibile anche dalla lontana pianura. Si spense all’improvviso a Roma il 20 dicembre 1958, all'età di 76 anni, mentre stava lavorando l'adunata nazionale che doveva tenersi a Torino il 18 aprile 1959 per commemorare il tricentenario del corpo dei granatieri.

### Annotazioni
1. ↑  A Roma convennero da tutta Italia 10.000 granatieri in congedo.

### Fonti
1. ↑  Generals.
2. 1 2   Carlo Melotti, su quirinale.it. URL consultato il 18 maggio 2019.